# Mit wehenden Haaren gegen die Mullahs
Mit wehenden Haaren gegen die Mullahs (internationaler Titel Be My Voice) ist ein Dokumentarfilm der Regisseurin Nahid Persson Sarvestani aus dem Jahr 2021. Sie dokumentierte die Journalistin Masih Alinejad, die den Opfern der Islamischen Republik Iran, durch ihre Arbeit mittels verschiedener Protestformen, eine Stimme gibt. Alinejad setzt sich im Exil lebend für die Rechte iranischer Frauen, die in der fundamentalistischen Diktatur unterdrückt werden, ein und führt einen der größten Akte zivilen Ungehorsams im heutigen Iran an. 

## Inhalt
Die Dokumentation beginnt mit einem Treffen von Nahid Persson Sarvestani und Masih Alinejad. Beide Frauen verbindet eine gemeinsame Vergangenheit; sie haben den Iran verlassen müssen, um einer drohenden Verhaftung durch das iranische Regime zu entkommen. Alinejad lebt seit 2014 im New Yorker Exil und nutzt die Sozialen Medien wie Facebook und Instagram um öffentlichkeitswirksam mit Kampagnen auf die Unterdrückung von Frauen durch die Islamische Republik Iran aufmerksam zu machen. Damit löste sie eine solidarische Bewegung aus, die bis heute andauert.
Millionen Frauen beteiligten sich an den von Alinejad initiierten Aufrufen, ihren Hidschāb in der Öffentlichkeit abzulegen und sich dabei zu filmen. Im Exil veröffentlichte Alinejad die zahlreichen Videos die ihr täglich zugeschickt wurden. Die Frauen, die ihren Widerstand gegen das Regime zeigten, leisten laut Alinejad einen wichtigen Beitrag, um die Gewalttaten durch die Islamische Republik Iran zu dokumentieren. Dabei gefährden sie ihr Leben und das ihrer Familien und riskieren, von der iranischen Regierung verhaftet und verfolgt zu werden. Masih Alinejad betont immer wieder, dass sie nicht für die Frauen spricht, vielmehr als ein Sprachrohr agiere: Frauen, die sich in der iranischen Öffentlichkeit ohne Kopftuch zeigen, müssen damit rechnen, verhaftet zu werden. Zahlreiche im Film gezeigte Protagonistinnen sind inzwischen zu langjährigen Haftstrafen verurteilt, andere wurden bei Demonstrationen erschossen oder verhaftet.
Eine Szene zeigt, wie eine Gruppe am Weltfrauentag in der U-Bahn Blumen verteilte, die symbolisch an die verhafteten Frauen erinnern, die kurz zuvor deswegen festgenommen wurden. Andere Videos zeigen Frauen, die ihren Hidschāb ablegten und sich mit offenen Haaren in der Öffentlichkeit zeigten. Die Gewalt, mit der die Sittenpolizei gegen diese Proteste vorgeht, ist in diesen Videos dokumentiert und es sind viele brutale Szenen zu sehen.
Viele Szenen zeigen Proteste aus der Perspektive von Teilnehmenden der Demonstrationen; beispielsweise die Protesten des iranischen Volkes gegen die erhöhten Benzinpreise im November 2019. In nur drei Tagen wurden 1.500 Menschen von der iranischen Regierung getötet, 7.000 wurden verhaftet und viele von ihnen zum Tode verurteilt. Trotz Internetblockaden gelang es den Menschen im Iran, Masih ihre Videobotschaften zu senden.
Anhand Alinejads unerschütterlicher Arbeit wird die Korruption und die Gewalt im Iran gegen sogenannte Regimegegner sichtbar. Die Konsequenzen für ihren Widerstand wirkte sich auf Alinejads Familie aus und als die Islamische Republik Iran ihren Bruder verhaften lässt, gerät Alinejad in eine tiefe Krise. Der Kontakt zur Mutter brach ab, da sie Alinejad die Schuld für die Verhaftung des Bruders gibt.
Masih Alinejad gilt als eine der bekanntesten und gefährdetsten Kritikerinnen der Islamischen Republik Iran und ist alltäglichen Bedrohungen ausgesetzt. Sie wendet sich an internationale Medien und fordert auch westliche Staaten auf, statt wirtschaftlichen Interessen Kritik am iranischen Regime zu üben. Besonders westliche Politikerinnen, die nach eigener Aussage aus Respekt vor der Kultur im Iran einen Hidschāb tragen, forderte Alinejad auf, dies nicht zu tun. Durch die sogenannte kulturelle Anpassung, so Alinejad, bestärken sie die fundamentalistische Diktatur und verraten die Frauen, die selbstbestimmt entscheiden möchten, ob und wie sie ihr Haar zeigen. Seit sie im New Yorker Exil lebt, gab es mehrere Entführungsversuche um sie in den Iran zu verschleppen. Im Juli 2022 konnte in New York ein Mordanschlag verhindert werden und die alltäglichen Bedrohungen zeigen, wie groß der Einfluss der Iranischen Regierung ist, die die Verfolgung im Exil fortsetzt.
Die in Schweden lebende iranisch-stämmige Regisseurin Nahid Persson zeigt anhand Masih Alinejads Arbeit eine kritische Auseinandersetzung mit der Politik des iranischen Regimes und dessen Folgen.

## Hintergründe und Produktion
Die Arbeiten an Mit wehenden Haaren gegen die Mullahs waren für die iranische Regisseurin Nahid Persson Sarvestani, die während und nach der Revolution im Iran 1979 politisches Asyl in Schweden beantragte, sehr persönlich. Da sie in ihren sozialpolitisch geprägten Filmen die Lage der Frauen unter dem Regime der Islamischen Republik kritisiert, wurde sie bei einer Reise in den Iran nach der Veröffentlichung ihres preisgekrönten Films Prostitution Behind the Veil (Doc Edge 2006) verhaftet und von der Geheimpolizei verhört.
Bevor Persson Alinejad traf, begann sie die Hoffnung zu verlieren, dass ihre Filme eine Auswirkung auf die Welt außerhalb des Irans haben könnten. Die Produktion von Mit wehenden Haaren gegen die Mullahs hat sie in ihrem Glauben bestärkt, dass jeder etwas tun kann. Die Dreharbeiten begannen 2019 und sie reiste nach New York, wo Masih Alinejad ihr die Arbeit mit sozialen Netzwerken vorstellte.
Der Film wurde erstmals im Juli 2021 auf ARTE ausgestrahlt und ist eine Real Reel-Produktion in Koproduktion mit SVT, NHK und RTS in Zusammenarbeit mit SWR/ARTE mit Unterstützung des Schwedischen Filminstituts.

## Rezensionen
Der SWR beschreibt die Dokumentation: „„Mit wehenden Haaren gegen die Mullahs“ zeigt den täglichen Kampf der Menschenrechtsaktivistin Masih Alinejad hautnah. Die iranisch-stämmige Regisseurin Nahid Persson begleitet Masih Alinejad und dokumentiert Alinejads Einsatz, aber auch die immer wiederkehrenden Selbstzweifel und Ängste der Aktivistin. Die Regisseurin setzt sich selbst seit Jahren in ihren Filmen kritisch mit der Politik des iranischen Regimes und deren Folgen auseinander. Der Dokumentarfilm über Masih Alinejad ist ein einzigartiges Porträt über die Stimme der Frauenrechtsbewegung im Iran.“
„Rückgrat des Films sind jedoch die vielen Videos, die den mutigen Widerstand dokumentieren; und die Unerbittlichkeit, mit der die Sittenpolizei gegen die „Konterrevolution“ vorgeht. Frauen skandieren „Keine Züchtigung, kein Kopftuch!“, andere verteilen am Weltfrauentag Blumen in der U-Bahn.“
Thom Powers schreibt für das DOC NYC: „Journalist and activist Masih Alinejad is the voice of millions of Iranian women rebelling on social media against the forced use of the hijab. Exiled in the United States, Masih uses her freedom to lead one of the largest acts of civil disobedience in today’s Iran and amplify the protest in her home country. Filmmaker Nahid Persson (Prostitution Behind the Veil; The Queen and I) follows Masih as her courage is tested when violence and oppression threaten her own family members.“ Deutsch: „Die Journalistin und Aktivistin Masih Alinejad ist die Stimme von Millionen iranischer Frauen, die in den sozialen Medien gegen das erzwungene Tragen des Hidschabs rebellieren. Masih, die in den Vereinigten Staaten im Exil lebt, nutzt ihre Freiheit, um einen der größten Akte zivilen Ungehorsams im heutigen Iran anzuführen und den Protest in ihrem Heimatland zu verstärken. Die Filmemacherin Nahid Persson (Prostitution Behind the Veil; The Queen and I) begleitet Masih dabei, wie ihr Mut auf die Probe gestellt wird, als Gewalt und Unterdrückung ihre eigenen Familienmitglieder bedrohen.“

## Auszeichnungen
- 2022: Thessaloniki Documentary Festival
- 2022: Hot Docs Canadian International Documentary Festival
- 2021: Göteborg Film Festival
- 2021: DOC NYC (Dokumentarfilmfestival in New York City)